# Ostiarium
L'Ostiarium était, sous l'Empire romain, une taxe qui frappait les portes des maisons et qui fut probablement créée en même temps que le columnarium par la loi somptuaire établie au temps de Jules César (Lex Julia sumptuaria).
On tenait compte du nombre de portes d'un bâtiment (comme le columnarium tenait compte du nombre des colonnes). On sait que Quintus Caecilius Metellus Pius Scipio Nasica voulut introduire ces taxes en Syrie, surtout comme une façon de pressurer les provinciaux.

## Sources
- Smith, Dictionary of Greek and Roman Antiquities page 846